# Pleurodema bibroni
Pleurodema bibroni és una espècie de granota que viu al Brasil, Uruguai i, possiblement també, a l'Argentina.
Està amenaçada d'extinció per la pèrdua del seu hàbitat natural.